# Porto (Naples)
Pour les articles homonymes, voir Porto (homonymie).
Porto est un quartier qui fait partie de la Municipalità 2 de Naples, en Italie, dans le centre historique de cette ville. Il est bordé par les quartiers suivants : au sud par San Ferdinando, à l'ouest-nord-ouest par San Giuseppe, au nord par San Lorenzo et au nord-est par Pendino. Au sud-est, il est baigné par les eaux du golfe de Naples.

## Monuments et lieux d'intérêt
Le nom « Porto » dérive du Seggio di Porto, l'une des plus anciennes entités administratives qui divisaient la ville de Naples.
Dans la zone portuaire, redessinée par Domenico Fontana au XVIe siècle, se trouve l'église Santa Maria di Portosalvo (1564), qui se caractérise par sa façade de style rococo et sa magnifique coupole décorée de majolique. Dans le jardin à côté de l'église se dresse l'obélisque de Portosalvo. Derrière lui se trouve le palais baroque de l'Immacolatella (XVIIIe siècle), conçu par Domenico Antonio Vaccaro, ainsi nommé en raison de la statue de l'Immaculée, réalisée par Francesco Pagano et placée au sommet de la façade. Construit pour abriter la Députation de la Santé, il est le siège de la Capitainerie du port.
Depuis la zone portuaire, en passant par le couvent de San Pietro Martire (désormais siège de la Faculté de philosophie de l'Université de Naples - Frédéric-II) et l'église homonyme, puis se trouve le Corso Umberto I, juste en face de la façade néoclassique du siège central de l'université.
Le cœur du quartier est la Piazza Giovanni Bovio, qui abrite le palais néo-Renaissance de la Bourse et le monument équestre dédié au roi d'Italie Victor-Emmanuel II.
Pendant le Risanamento, de larges rues sont construites, comme la via Depretis, qui relie la Piazza Giovanni Bovio à la piazza del Municipio. Cette intervention urbanistique sépare les zones du tissu urbain les plus proches du port, qui sont ainsi restées marginalisées.

## Démographie
Il couvre une superficie de 1,14 km2 et compte 4 830 habitants, ce qui en fait le quartier le moins peuplé de la ville.